# Промивання мізків

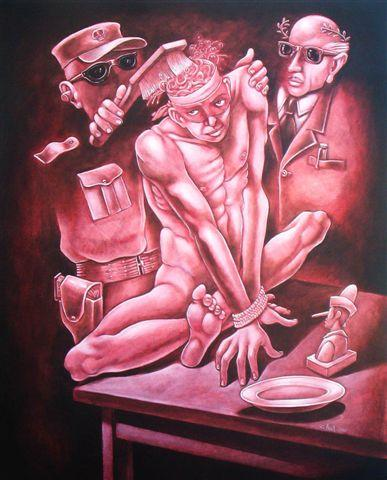
Сатиричне зображення промивання мозку

Промивання мізків (англ. brainwashing), управління свідомістю (англ. mind control), насильницьке переконання (англ. coercive persuasion), управління мисленням (англ. thought control), ідеологічна обробка, інформаційне зомбування — застосування маніпулятивних методів при спробі змінити мислення, поведінку, вірування, емоції або процес прийняття рішень людини всупереч її волі та бажанням.

## Походження терміна
Термін «промивання мізків» вперше опубліковано 1950-го року у статті «Miami news» щодо методів КНР по впровадженні комунізму серед китайців. Невдовзі подібні вислови почали також вживати щодо впливу на полонених, під час Корейської війни, американців.

## Наукові експерименти
Ряду науковців США було доручено дослідити можливості психологічного впливу на людину та розкриття подібних методик СРСР та КНР. Підсумкова доповідь містила тези що в цих країнах не було жодних наднаукових винаходів з цього питання: допити комуністів базувалися на жорстокому застосуванні поліцейських методів. Ані китайці, ані росіяни не використовували наркотики або гіпноз, а також не володіли жодними засобами для «промивання мізків»: радянська система надавала перевагу перевіреним засобам охранки, а китайська більш покладалася на груповий тиск, ідеологію і повторення.
В 1950-ті роки в Америці проводився експеримент з маніпулювання свідомістю (проєкт MKULTRA), на початку 1960-их програма була зупинена через серйозні відхилення психіки у пацієнтів — учасників експерименту. Зрештою американські спецслужби надали перевагу радянським методам.

## Масове промивання мізків
В суспільствах, де уряд підтримує посилений контроль засобів масової інформації і системи освіти та використовує цей контроль в широких масштабах для проведення пропаганди з метою, яка не відповідає нагальним потребам членів суспільства, промивання мізків відбувається як маніпуляція масовою свідомістю. Найбільше дієвими такі маніпуляції виявляються при загальному низькому рівні освіти, апелюванні до націоналістичних або релігійних почуттів за умов обмеженого доступу до незалежних ЗМІ.
Американський лінгвіст, політичний публіцист та філософ Ноам Чомскі визначив наступні методи маніпуляцій:
1. Відволікання уваги.
2. Створювати проблеми, а потім пропонувати способи їх вирішення.
3. Спосіб поступового застосування.
4. Відтермінування виконання.
5. Звертатися до народу як до малих дітей.
6. Робити наголос на емоції в набагато більшій мірі, ніж на роздумах.
7. Тримати людей в невігластві, культивуючи посередність.
8. Спонукати громадян захоплюватися посередністю.
9. Посилювати почуття власної провини.
10. Знати про людей більше, ніж вони самі про себе знають.